# Адальберт I (маркграф Ивреи)
Адальберт I (итал. Adalberto I; умер 17 июля 923/8 октября 924) — маркграф Ивреи с 898 или 902 года; сын маркграфа Анскара I.

## Биография

### Правление
После разгрома короля Беренгара Фриульского венграми в 899 году, земли Итальянского королевства были разорены. Итальянская знать, недовольная неспособностью Беренгара противостоять противнику, стала подыскивать ему замену. Выбор пал на короля Прованса Людовика III. Адальберт I, который унаследовал после смерти отца Иврейскую марку, одним из первых перешёл в число сторонников Людовика. Отец Адальберта в своё время был сторонником Гвидонидов и признал Беренгара королём только после смерти императора Ламберта, поэтому вдовствующей императрице Ангельтруде, вдове императора Гвидо, не составило труда перетянуть Адальберта на сторону претендента. 5 октября 900 года Адальберт присутствовал в Павии на ассамблее светских и церковных магнатов, на которой Людовик был провозглашён королём Италии. Вскоре Людовик был коронован и императорской короной.
Однако вскоре Беренгару удалось перетянуть на свою сторону некоторых сторонников Людовика, которые имели причины недовольства Людовиком. В числе их оказался и Адальберт, который был женат на Гизеле, дочери Беренгара. Поскольку владения Адальберта граничили с Провансом, ему удалось перекрыть дорогу и воспрепятствовать посылке подкреплений для Людовика. В итоге Людовик оказался разбит армией Беренгара и был вынужден пойти на переговоры. После того, как Людовик поклялся не возвращаться в Италию, Беренгар отпустил его.
Однако летом 904 года после очередного набега венгров на Италию Людовик вернулся. Адальберт к тому времени вновь перешёл на сторону Людовика. Однако в 905 году Людовик был схвачен Беренгаром и по его приказу ослеплён. Несмотря на измену, Адальберт сохранил титул и земли — благодаря тому, что он был женат на наследнице Беренгара и рассматривался как возможный наследник королевства.
В начале 910-х умерла Гизела, жена Адальберта, после чего он женился на Ирменгарде, дочери Адальберта II Тосканского и единоутробной сестре Гуго, графа Арля, фактического правителя Прованса при короле Людовике Слепом. Благодаря этому браку Адальберт I отдалился от Беренгара и сблизился с его противниками.
После смерти Адальберта II Тосканского в 915 году Адальберт Иврейский стал одним из лидеров оппозиции королю Беренгару, который в 916 году был коронован императорской короной. Магнаты королевства, недовольные политикой Беренгара, организовали новый заговор в 919 году, решив сместить Беренгара, поставив на его место нового короля. В числе мятежников были Адальберт, архиепископ Милана Ламберт, пфальцграф Ольдерих, граф Бергамо Гильберт. Выбор знати пал на короля Верхней Бургундии Рудольфа II. Однако заговор был раскрыт. После выступления мятежников император выслал против них венгерских наёмников. Армия была разбита, Адальберт и Гильберт попали в плен, Ольдерих погиб. Однако Адальберта не узнали и он смог откупиться и был отпущен, а Гильберта отпустил император, надеясь на его лояльность.
В конце 921 года король Рудольф II вступил в Италию, где состоялось подобие выборов. Однако реальная власть находилась в руках Адальберта и Ламберта Миланского. Рдальфа признавали королём только на территории, которая была подвластна Адальберту и Ламберту. Беренгар какое-то время предпочитал не вмешиваться.
Весной 923 года к югу от По вспыхнул бунт против Рудольфа. Воспользовавшись этим, Беренгар двинулся с армией против Рудольфа, но в битве при Фьоренцуоле он был разбит и чудом остался жив. Однако и Рудольф был серьёзно ослаблен. В результате королевство оказалось разделено на две части между Рудольфом и Беренгаром.
Алберих умер в период между 17 июля 923 года и 8 октября 924 года. Ему наследовал старший сын Беренгар I (II).
Некоторые исследователи полагают, что в состав владений Адальберта входило также графство Асти.

### Брак и дети
1-я жена: с ок. 898/900 года — Гизела Фриульская (ок. 880/885 — 13 июня 910/26 января 913), дочь короля Италии и императора Беренгара I Фриульского и Берты Сполетской. Дети:
- Беренгар II (ок. 900 — 6 июля 966), маркграф Ивреи с 923/924 года, король Италии (Беренгар II) в 950—964 годах

2-я жена: с ок. 911/914 года — Ирменгарда Тосканская (ум. 29 февраля после 932), дочь маркграфа Тосканы Адальберта II и Берты Лотарингской. Дети:
- Анскар (ум. ок. 940/941), маркграф и герцог Сполето и маркграф Камерино с 923/924 года
- Адальберт (ум. после 962), граф Помбии ок. 962 года